# Homme à la clarinette
Homme à la clarinette est un tableau peint par Pablo Picasso en 1911-1912. Cette huile sur toile cubiste représente un homme jouant de la clarinette. Propriété de Wilhelm Uhde de 1912 à 1921, elle est aujourd'hui conservée au musée Thyssen-Bornemisza, à Madrid.

## Expositions
- Le Cubisme, Centre national d'art et de culture Georges-Pompidou, Paris, 2018-2019.